# 西瓜 (電視劇)
《西瓜》（日语：すいか）是於2003年7月12日至9月20日每週六21:00-21:54播放之NTV系列的週六電視劇作品。

## 概要
受到世間的各種束縛、人生不管走到哪好像都是死胡同般的34歲女銀行職員、沒有名氣的色情漫畫家、大學教授、大學生房東等；透過這些居住在民宿「幸福三茶」的古怪居民們，本作描寫的是發現內心真正的自己進而成長的故事。故事舞台是日本世田谷區的三軒茶屋。

## 故事大綱
早川基子是一位信用金庫的行員。沒有結婚、也沒有離開老家，就這樣平凡的活到了34歲。
某天，在被妙齡職員所包圍的職場中，唯獨一位與基子年齡相仿的同事馬場擅自挪用了三億日圓的公款而被追捕，故事就這樣發展開來。
在逃離追捕的過程中，馬場漸漸的注意到生活中的小幸福。
另一方面、在名為「幸福三茶」的民宿中，住著色情漫畫家龜山絆、大學教授崎谷夏子、以及房東芝本由加，透過與她們的同住生活，基子本身也逐漸產生了變化。

### 特色
- 和母親一樣，基子總是邊吸邊吃仙貝（為了不讓食物碎屑掉落、從小被母親如此教導）除了前述行為以外，其他也有許多描述無法離巢的孩子、和放不開小孩的母親之情景。而基子的變化也是本作的主題之一。
- 絆雖然是有錢人家的大小姐，但因為某些理由選擇離家住在幸福三茶裡。有著不管什麼東西都會拿起來聞的習慣，曾從事的服務生工作也因為她把手指插進鼻孔裡而被開除、有些怪異的一面。在色情漫畫雜誌上連載的漫畫標題是「家裡沒大人」
- 幸福三茶的屋主待在斯里蘭卡，留在日本的女兒由加則負責民宿的所有家務。
- 泥舟的媽媽每到了關店時間，都會對客人說「快回去吧」。她除了這句台詞以外沒說過話，只有某次在某場所說了「別回去啦」。
- 官方網站和DVD都特別介紹了基子、絆和由加的劇中服裝。除了名牌物以外也有不少古著和造型師的私人物品，感覺得到本作對於使用服裝塑造角色個性的堅持。
- 「西瓜」除了作為本作的標題之外，在劇中也頻繁登場。
- 幸福三茶的拍攝地點，是神奈川縣川崎市多摩區宿河原1丁目
- 教授經常看的漫畫是20世紀少年

## 登場人物

### 民宿「幸福三茶」的居民
早川基子〈34〉
演員- 小林聰美 (國中時期：出村真實)
幸福三茶三號房租戶。代田谷信用金庫的行員。在同一個職場默默的工作了16年，是個認真老實的上班族。某天發生了同事馬場萬里子犯下的公款盜領事件，以此為契機，總是過著低調生活的基子才終於決心不依賴母親、搬進了幸福三茶。
龜山 絆〈27〉
演員- 友坂理惠
幸福三茶五號房租戶。為了討生活而畫色情漫畫的無名漫畫家。在1999年雙胞胎姊姊過世後就失去了對未來的希望。養了一隻名叫「綱吉」的貓。
芝本由加〈20〉
演員- =市川實日子
大學生。開朗樂觀的性格。被待在斯里蘭卡的父親強塞了民宿所有的工作，負責管理老舊的民宿「幸福三茶」。對於打掃和料理等工作雖然嘴上不情願，但其實也樂於為了大家嘗試新菜單。因為民宿的職業性質使得由加自幼便習慣了身邊人們的離去，甚至連母親拋下自己也覺得理所當然。對於「充滿心意的物品」感到不自在。
崎谷夏子〈年齡不詳〉
演員- 淺丘琉璃子
大學教授。自學生時代以來過了39年、一直都住在幸福三茶。看盡了幸福三茶的歲月以及多年來往的人事物。有話直說的性格。對學生雖然很嚴格，但對於會打從心裡流淚的人很溫柔

### 代田谷信用金庫
小川
演員- 中丸新將
代田谷信用金庫的部長。基子的上司。
課長
演員- 六角精兒
代田谷信用金庫的課長。基子的上司。
女性職員
演員- 奥野ミカ
代田谷信用金庫的職員
仲井
演員- 秋山実希
代田谷信用金庫的職員。
馬場 萬里子〈34〉
演員- 小泉今日子(友情演出)
代田谷信用金庫的前職員。從代田谷信用金庫盜領了三億元後逃亡中。

### 酒吧"泥舟"
酒保
演員- 井澤健
和媽媽一樣平常一言不發，某天突然開口說話了（第9集）
媽媽〈年龄未知〉
演員- 罇 真佐子
幸福三茶居民們常去的酒吧媽媽。只會對客人說「快回去吧」

### 其他
間間田 傳〈45〉
玩- 高橋克実
雜誌「男人的小盒子」總編輯。曾是教授的學生，也是由加父親的朋友，因為如此經常跑進幸福三茶打混。酒吧"泥舟"的常客。
野口響一〈22〉
演員- 金子貴俊
求職中、目前在便利商店「三津屋」打工。被間間田的女兒給甩了以後、對安慰自己的絆產生感情。雖然很膽小，但非常溫柔。
小澄
演員- たくませいこ
崎谷教授研究室的研究所生。
生澤冴子
演員- 片桐入
負責調查馬場萬里子事件而來到幸福三茶的刑警。總是帶著一隻名叫米歇爾的泰迪熊。
早川梅子〈57〉
演員- 白石加代子
家庭主婦。基子的母親。囉嗦又很多管閒事。雖然還是放不開孩子，但以基子離家為契機認同了基子的自立，也開始交了許多朋友。
龜山 結
演員-友坂理惠
絆的雙胞胎姊姊。已故。

## 製作人員
- 劇本- 木皿泉、 山田茜 (第7集)
- 音樂- 金子隆博 (音樂：艾迴)
- 演出-佐藤東彌、吉野洋、佐九間紀佳
- 主题曲- 大塚愛「桃ノ花ビラ」（avex trax）[1]
- 料理負責人- 赤堀博美
- 造型師-安野ともこ
- 協力- NiTRo
- 總製作人- 梅原幹
- 製作人- 河野英裕
- 製作- 日本電視台

## 各集列表
| 集數                                                            | 播放日期      | 標題 | 脚本       | 演出                       | 收視率 |
| --------------------------------------------------------------- | ------------- | ---- | ---------- | -------------------------- | ------ |
| 第1話                                                           | 2003年7月12日 |      | 木皿泉     | 佐藤東弥                   | 10.6%  |
| 第2話                                                           | 2003年7月19日 |      | 木皿泉     | 吉野洋                     | 9.6%   |
| 第3話                                                           | 2003年7月26日 |      | 木皿泉     | 佐藤東弥                   | 9.6%   |
| 第4話                                                           | 2003年8月2日  |      | 木皿泉     | 佐久間紀佳                 | 9.5%   |
| 第5話                                                           | 2003年8月9日  |      | 木皿泉     | 佐藤東弥                   | 8.9%   |
| 第6話                                                           | 2003年8月16日 |      | 木皿泉     | 佐久間紀佳                 | 6.6%   |
| 第7話                                                           | 2003年8月30日 |      | 山田あかね | 佐藤東弥                   | 7.2%   |
| 第8話                                                           | 2003年9月6日  |      | 木皿泉     | 吉野洋                     | 8.1%   |
| 第9話                                                           | 2003年9月13日 |      | 木皿泉     | 佐藤東弥                   | 8.4%   |
| 最終話                                                          | 2003年9月20日 |      | 木皿泉     | 佐藤東弥 吉野洋 佐久間紀佳 | 7.5%   |
| 平均收視率 8.9%（收視率取自關東地區、Video Research的統計結果） |               |      |            |                            |        |

- 2003年8月23日因為24小時電視的關係，暫停播出一次。

## DVD
- DVD-BOX（4枚組）ASIN: B0000TXORW[2]
  - vol.1 第1話、第2話、第3話、特典影像（出租版例外）收錄。
  - vol.2 第4話、第5話、第6話收錄。
  - vol.3 第7話、第8話收錄。
  - vol.4 第9話、最終話收錄。

## 脚注
1. ↑  . ORICON STYLE.   [2016-03-19]. （原始内容存档于2020-09-23）.
2. ↑  . VAP.   [2016-03-19]. （原始内容存档于2019-11-28）.